# Војводина
Војводина, званично Аутономна Покрајина Војводина — скраћено АПВ, је аутономна покрајина у саставу Србије. Налази се на југу Панонске низије. Граничи се на северу са Мађарском, на истоку са Румунијом, на југозападу са Босном и Херцеговином и на западу са Хрватском. Према попису из 2022. било је 1.740.230 становника. Административни центар је Нови Сад, други град по насељености у Србији.
Војводину чине историјски региони Банат, Бачка и Срем, као и мали северни део Мачве. Јужну границу већим делом чине реке Дунав и Сава. Захвљујући свом плодном тлу, Војводина је средиште пољопривреде у Србији. Позната је као мултиетничко и мултикултурално подручје, са око 26 етничких група и шест службених језика.

## Име
Име Војводина на српском језику означава територију којом управља војвода. У српском језику се користе још две варијанте имена Војводине, а то су: Војводовина и Војводство. У пољском језику се данас такође користи назив województwo као ознака за покрајину. Име Војводине потиче из 1848. године, када се простор данашње Војводине звао Српска Војводина (1848—1849) и Војводство Србија (1849—1860). Од 1945. године, у службеној је употреби назив Војводина.
Службени називи на осталим службеним језицима Војводине:
- мађ.
- слч.
- рум.
- рсн.
- хрв.

Иако се име Војводине у континуитету користи од 1848. године, назив има дубље историјско порекло, тако да је још 1690. и 1694. године Србима у Хабзбуршкој монархији било признато право на војводу и засебну територију (војводину), а још у 9. веку су на подручју данашње Војводине постојала војводства, којима су владале бугарске војводе.

## Географија
Војводина се простире дуж Панонске низије и скоро целом својом површином (са изузетком северне Мачве) спада географски у средњу Европу, са површином од 21.614 2, на којој живи нешто мање од два милиона становника. Административно седиште покрајине је Нови Сад. Географски региони који чине Војводину су Банат, Бачка и Срем, као и мали северни део Мачве.
Рељеф Војводине је претежно равничарски, изузев Срема, којим доминира планина Фрушка гора, и југоистока Баната, са Вршачким планинама. Најнижа тачка Војводине је 75 , a највиша 641 .
Највећи хидрографски потенцијал чини река Дунав са својим притокама, као најважнија водена саобраћајница и стратешки саобраћајни правац у средњој Европи. Дунав кроз Србију протиче у дужини од 588 , и то претежно кроз Војводину, а целом овом дужином је плован. Пловне су и његове притоке Тиса (168 ), Сава (206 ) и Бегеј (75 ), између којих је прокопана разграната мрежа канала за наводњавање, одводњавање и транспорт, канал Дунав—Тиса—Дунав, укупне дужине 939 , од чега је 673  пловно.
У географском смислу, појам Војводина може се односити и на делове Срема и Баната који припадају граду Београду (Панчевачки Рит, Земун, Нови Београд, Сурчин), а у историјском смислу овај појам се односио и на делове Срема, Бачке и Баната који данас припадају Хрватској, Мађарској и Румунији, а такође се односио и на подручје Барање.

## Историја
Током историје, на територији данашње Војводине траг су оставили многи народи: Срби, Илири, Трачани, Келти, Римљани, Сармати, Готи, Хуни, Гепиди, Остроготи, Лангобарди, Византинци, Стари Словени, Авари, Франци, Бугари, Мађари, Османски Турци, Немци и други.

### Античко доба
У периоду неолита, на простору Војводине цветају две значајне археолошке културе: старчевачка и винчанска култура. Праиндоевропљани су се први пут населили на територији данашње Војводине 3200. године пре нове ере. Током енеолита, као и бронзаног и гвозденог доба, неколико индоевропских археолошких култура било је концентрисано у Војводини или око ње, као што су вучедолска, ватинска и босутска култура, између осталих.
Пре римских освајања у 1. веку пре нове ере, област Војводине су насељавали индоевропски народи илирског, трачког и келтског порекла. Прве државе образоване на овим просторима биле су келтска држава Скордиска (3. век пре нове ере — 1. век нове ере) са престоницом у Сингидунуму (данашњи Београд), као и дачко краљевство Буребисте (1. век пре нове ере).
У време римске управе, подручје данашње Војводине било је у самом средишту светских дешавања, будући да је град Сирмијум (данашња Сремска Митровица) био један од четири главна града Римског царства, а у самом граду или његовој околини рођено је шест римских царева. Сирмијум је такође био главни град неколико римских административних јединица, међу којима су Доња Панонија, Панонија Секунда, Дијецеза Панонија и Префектура Илирик.
Римска власт је трајала до 5. века, након чега је регион дошао у посед разних народа и држава. Док је Банат био део римске провинције Дакије, Срем је припадао римској провинцији Панонији. Бачка није била део Римског царства и била је насељена и под управом Јазига.

### Средњи век
Након што су Римљани протерани са ових простора, завладали су разни индоевропски и турски народи и државе. Ови народи су чинили Готи, Сармати, Хуни, Гепиди и Авари. За регионалну историју највећа је по значају била Гепидска краљевина, која је имала престоницу у Сирмијуму. Према збирци Чуда Светог Димитрија из 7. века, Авари су око 680. године дали област Срем бугарском вођи по имену Кубер.
Словени (углавном преци данашњих Срба) се насељавају на територију данашње Војводине у 6. веку). За време аварске и бугарске управе, деловима данашње Војводине су управљали локални владари који су носили титуле војводе или жупана. Такви владари били су Кубер (7. век), Бута-ул (8. век), Салан са резиденцијом у граду Тителу и Глад (9. век), као и Ахтум и Сермон (11. век).
У 9. веку, после пада аварске државе, на овим просторима настају први облици словенске државности. Прве словенске државе које су владале овим крајем су биле Прво бугарско царство, Великоморавска кнежевина и Панонска кнежевина. За време бугарске управе (9. век) овим крајем су владали локални бугарски војводе, Салан и Глад. Саланова резиденција је била Тител, док се Гладова вероватно налазила у бедему Галада или можда у Кладову (Гладово) у источној Србији. Гладов потомак био је војвода Ахтум, још један локални владар из 11. века који се противио успостављању мађарске власти над тим регионом.

### Војводина у саставу Краљевине Угарске
Између 10. и 12. века, на подручју данашње Војводине се устаљује власт Краљевине Угарске. Становништво средњовековне Угарске било је етнички мешовито и укључивало је Мађаре, Словене, Кумане, Сасе, Секеље, Јасе, Влахе, итд. Мађари су у почетку чинили владајући слој угарског друштва, док су кметови били углавном Словени.
Крајем 13. и почетком 14. века, доњим и горњим Сремом (данашња Мачва и данашњи Срем), владали су српски краљ Стефан Драгутин (између 1282. и 1316. године) и угарски великаш Угрин Чак (умро 1311. године), а обојица су били фактички независни владари.
Иако су Срби на територији Војводине били део староседелачког словенског становништва (посебно у Срему), већи број Срба почиње да се насељава на ово подручје почевши од периода средњег века, примарно 14. века. Непосредно пред осоманско освајање ових простора, Срби су чинили знатан део становништва данашње Војводине. После пада Српске деспотовине под Османско царство (1459), деспоти Србије су наставили да владају на територији данашње Војводине (углавном у Срему), тада под управом Угарске, као вазали Краљевине Угарске. Резиденција српских деспота налазила се у граду Купинику (данашње Купиново) у Срему.

### Војводина у саставу Османског царства
Убрзо после Мохачке битке (1526) и војног пораза који је Краљевини Угарској нанело Османско царство, на историјску сцену излази самозвани српски цар Јован Ненад. Уз помоћ војске првобитно састављене од српских плаћеника, Јован Ненад успоставља своју власт у Бачкој, северном Банату и делу Срема и ствара једну пролазну независну државу, чији је главни град била Суботица. На врхунцу моћи, Јован Ненад се у Суботици крунисао за српског цара. Ова српска држава била је кратког века. Угарски племићи су се удружили против Јована Ненада и поразили његову војску у лето 1527. године, а цар Јован Ненад је убијен. После пропасти цареве државе, Бачка и делови Баната којима је управљао долазе за кратко време поново под угарску управу, да би убрзо дошли под директну осоманску управу.
После убиства цара Јована Ненада, дотадашњи врховни командант његове армије, Радослав Челник, преместио се са делом бивше цареве војске из Бачке у Срем, којим је тада управљало Османско царство. Челник је за себе узео титулу сремског војводе и владао Сремом од 1527. до 1530. године као осомански вазал, а резиденција му се налазила у граду Сланкамену. Пошто је Челник раскинуо свој савез са Турцима и преместио се на територију Хабзбуршке монархије, Срем долази под директну отоманску управу после 1530. године.
Током осоманског освајања и успоставе осоманске власти мађарско и католичко словенско (шокачко) становништво се углавном иселило са ових простора. Током осоманске владавине, већи део становништва Војводине чинили су Срби, који су претежно живели у селима, док је градове настањивало етнички и верски мешовито становништво, које је укључивало Србе, муслимане (Турци, исламизовани Срби, Арапи), Роме, Грке, Цинцаре, Јевреје, итд. После обнове Пећке патријаршије 1557. године, које је издејствовао Мехмед-паша Соколовић, православни Срби са подручја Војводине дошли су под њену јурисдикцију, а поглавар патријаршије имао је тада титулу „патријарха Срба, Бугара, поморских и северних страна”. Срби у Банату су подигли велики устанак против турске власти 1594. године, а царевина им се осветила спаљивањем моштију Светог Саве — највеће српске реликвије, коју су поштовали чак и муслимани српског порекла.

### Војводина у саставу Хабзбуршке монархије
После Карловачког (1699) и Пожаревачког мира (1718), целокупна територија данашње Војводине долази под аустријску (хабсбуршку) власт. Делови територије данашње Војводине укључени су тада у војну границу, а други делови су дошли под цивилну (жупанијску) власт. За разлику од територија под цивилном управом, војном границом управљало се директно из Беча. Из овог периода су познате и две велике сеобе Срба у Аустријску царевину (1690. и 1739), којима је појачана бројност српског становништва на подручју Војводине. Срби су тада признати за једну од нација Хабсбуршке монархије (Natio Rasciana) и признато им је право на једно посебно војводство, односно територијалну аутономију. Ово право је, међутим, остварено тек у револуцији од 1848. до 1849. године. Током аустријске владавине, на територију Војводине су се, поред Срба, населили и многи колонисти, највише Немци и Мађари, али такође и Словаци, Хрвати, Русини, Румуни и други.
После избијања мађарске револуције (15. марта 1848), делегација војвођанских Срба кренула је у Пожун, да новој мађарској влади достави захтеве Срба за равноправним положајем у Угарској. После неуспелих преговора, дошло је до немира у војвођанским градовима, којом приликом су Срби спалили матичне књиге вођене на мађарском језику. Што је мађарска влада била непопустљивија према умереним српским захтевима, то су ови захтеви постајали радикалнији. У првим српским захтевима не спомињу се ни војвода ни војводина ни аутономија, али ће то веома брзо постати главне тачке српских захтева. На Мајској скупштини у Сремским Карловцима (од 13. до 15. маја 1848), Срби су прогласили Српску Војводину, која се састојала од Срема, Баната, Бачке и Барање. За војводу је изабран Стеван Шупљикац, Карловачка митрополија је уздигнута на ранг патријаршије, а тадашњи митрополит, Јосиф Рајачић, проглашен је за српског патријарха. Изабран је народни одбор као привремена влада Српске Војводине. Одлуке Мајске скупштине потврђене су касније од стране аустријског двора. Мађарска влада је цео овај покрет српског народа прогласила бунтовничким и решила да га сломи војнички. Срби су пружили енергичан отпор и у данашњој Војводини је беснео прави рат. Непопустљивост мађарске владе искористило је српско вођство, на челу са патријархом Рајачићем. Кад је аустријски цар прогласио Мађаре за бунтовнике, српске трупе из Војводине укључиле су се у царску војску и учествовале су у гушењу револуције у Угарској.
После пораза мађарске револуције, одлуком аустријског цара, у новембру 1849. године, формирана је једна засебна аустријска покрајина названа Војводство Србија и Тамишки Банат (Wojwodschaft Serbien und Tamisch Banat), која се састојала од делова Баната, Бачке и Срема. Покрајином је управљао аустријски гувернер, чије се седиште налазило у Темишвару, а титула војводе је припадала аустријском цару. Службени језици Војводства Србије били су немачки и илирски (српски). Покрајина Војводство Србија и Тамишки Банат је укинута 1860. године а већи део њене територије (Банат и Бачка) је прикључен хабсбуршкој Угарској, са изузетком Срема који је прикључен Краљевини Славонији, која касније постаје део Краљевине Хрватске и Славоније у оквиру хабзбуршке Угарске.
После распада Аустроугарске монархије (29. октобра 1918), Велика народна скупштина Срба, Буњеваца и осталих Словена у Банату, Бачкој и Барањи је у Новом Саду 25. новембра 1918. године прогласила отцепљење Баната, Бачке и Барање од Угарске и њихово присаједињење Краљевини Србији, што је касније озакоњено Видовданским уставом. Један дан пре тога (24. новембра 1918), Скупштина Срема, одржана у Руми, се такође изјаснила за прикључење Срема Србији. Делегацију представника Баната, Бачке и Барање примио је регент Александар I Карађорђевић у Београду 1. децембра 1918. године, када је проглашено стварање Краљевине Срба, Хрвата и Словенаца.
Поред одлуке о присаједињењу Краљевини Србији, Велика народна скупштина у Новом Саду је такође донела одлуку о формирању покрајинске владе (народне управе) и покрајинске скупштине (великог народног савета) за Банат, Бачку и Барању. За председника народне управе изабран је Јован Лалошевић, а за председника великог народног савета Славко Милетић. Народна управа за Банат, Бачку и Барању била је активна све до 11. марта 1919. године, када је одржала своју последњу седницу.
Краљевство Срба, Хрвата и Словенаца било је у почетку подељено на округе и жупаније, а затим на области. Године 1929. формирана је покрајина Краљевине Југославије, названа Дунавска бановина, са седиштем у Новом Саду, која је обухватала Бачку, Барању, већи део Баната и Срема, као и део Шумадије и Браничева.

### Војводина у Другом светском рату
После краткотрајног Априлског рата и брзе капитулације Краљевине Југославије 1941. године, Војводина је окупирана од стране сила Осовине и подељена на три окупационе зоне: Срем су Немци предали Независној Држави Хрватској, Бачку и Барању је анектирала Хортијева Краљевина Мађарска, док је Банат потпао под власт домаћих Немаца, иако је формално припадао Недићевој Србији. Терор и физичко уништење недужног народа, привредна пљачка, општа обесправљеност, беда и очај карактерисали су четворогодишњу окупацију (1941—1944). У току фашистичке окупације у Војводини је око 50.000 људи убијено, а преко 280.000 је било интернирано, хапшено, злостављано и мучено.
Покрет отпора, који су комунисти покренули већ у лето 1941, недовољно припремљен и осмишљен према датим условима, претрпео је у Банату и Бачкој тежак пораз, док је у Срему, после солиднијих припрема, постепено прерастао у општенародни устанак. Искуства из Срема у организовању ослободилачке борбе пренесена су у лето 1944. у Банат, Бачку и Барању, тако да је пре доласка Црвене армије, октобра 1944, овде већ била устројена нова народна власт са ослободилачким институцијама.
Током Народноослободилачке борбе (1941—1945), на појединим привремено ослобођеним подручјима Војводине основани су органи народне власти, на челу са Главним народноослободилачким одбором Војводине (ГНООВ), који је установљен у новембру 1943. Током Другог светског рата, Срби на подручју Војводине су били прогоњени од стране окупационих режима (мађарског, хрватског, немачког).

### Војводина у СФРЈ
Након ослобођења највећег дела Војводине у јесен 1944, покренуто је питање о озваничењу статуса Војводине као аутономне покрајине, с обзиром на њене историјске, економске и културне посебности, као и постојање већег броја припадника националних мањина. На пленарном заседању које је одржано 6. априла 1945. у Новом Саду, чланови ГНООВ су донели једногласну одлуку о успостављању аутономне покрајине. Делегација ГНООВ је потом отпутовала у Београд, где је учествовала на заседању Антифашистичке скупштине народног ослобођења Србије (АСНОС). На седници која је одржана 7. априла 1945. представници ГНООВ су делегатима АСНОС-а саопштили одлуку о укључивању Војводине у састав Србије, на шта је АСНОС одговорио усвајањем резолуције којом је одлука ГНООВ поздрављена и прихваћена.
Скупштина изасланика народа Војводине, која је одржана 30. и 31. јула 1945. године у Новом Саду, потврдила је дотадашњи рад и одлуке ГНООВ. Скупштина је такође формализовала одлуку о уласку Војводине, као аутономне покрајине, у састав федералне јединице Србије. Статус аутономне покрајине у Србији, Војводина је задржала до данас, иако се степен аутономије мењао током времена. Највећи степен аутономије Војводина је имала између 1974. и 1990. године, када је, иако формално у саставу Србије, имала статус федералног субјекта Југославије са елементима државности.
Под влашћу председника Србије Слободана Милошевића, током лета и јесени 1988. одржан је низ протеста против руководства Савеза комуниста Војводине, који су приморали руководство да поднесе оставку. На крају су САП Војводина и САП Косово прихватили уставне амандмане Србије којима је практично одбачена аутономија покрајина у Србији. Војводина и Косово изгубили су елементе државности септембра 1990. године доношењем новог Устава Србије.

### Савремено доба
Услед ратова у бившој Југославији и етничког чишћења српског становништва из разних делова бивше Југославије, број становника Војводине је нагло порастао. У Војводину тада углавном долазе протерани Срби из данашње Хрватске и Босне и Херцеговине. НАТО бомбардовање Југославије, које је и даље контроверзна тема, донело је бројне цивилне жртве и материјалну штету, док је најгоре прошао Нови Сад.
Свргавање Слободана Милошевића из 2000. створио је нову политичку климу у Војводини. Након разговора политичких странака, степен аутономије покрајине донекле је повећан Законом о омнибусу из 2002. Скупштина Аутономне Покрајине Војводине усвојила је 15. октобра 2008. нови Статут, који је, након делимичних измена, одобрила Народна скупштина Републике Србије.

## Политика
Највиши правни акт Аутономне Покрајине Војводине је Статут (изнад којег је Устав Републике Србије), који је ступио на снагу 1. јануара 2010. Највиши покрајински орган је Скупштина, у коју се слободним изборима бира 120 посланика са територије Војводине и у којој су равноправни сви службени језици. Орган извршне власти је Покрајинска влада коју чине покрајински секретари и потпредседници, док је предводи председник владе.
Војводина је чланица Савета европских општина и регија при Европском парламенту, као прва, а засада и једина регија која је постала чланица а да матична држава није у том тренутку била члан Европске уније или Савета Европе. Такође, саоснивач је и регионалног савета еурорегије ДКМТ (Дунав—Кереш—Мориш—Тиса), који окупља, осим саме Војводине, и неколико жупанија из Мађарске и Румуније, а чији је задатак међусобна сарадња у регионалном привредном, културном и еколошком развоју.

## Административна подела
Војводина се састоји од 39 општина и 8 градова. Србија је основала 7 управних округа на територији Војводине са седиштима у Новом Саду, Суботици, Зрењанину, Панчеву, Сомбору, Кикинди и Сремској Митровици ради обављања државне управе ван места седишта, док су Статутом Војводине основани покрајински управни окрузи са седиштем у Суботици, Сомбору, Кикинди, Вршцу, Панчеву, Зрењанину и Сремској Митровици, са циљем вршења одређених послова покрајинске управе ван места седишта.
| Управни окрузи        | Број општина   | Седиште округа    |
| Севернобачки округ    | 2 + 1 град     | Суботица          |
| Западнобачки округ    | 3 + 1 град     | Сомбор            |
| Јужнобачки округ      | 13 + 1 град    | Нови Сад          |
| Севернобанатски округ | 5 + 1 град     | Кикинда           |
| Средњобанатски округ  | 4 + 1 град     | Зрењанин          |
| Јужнобанатски округ   | 6 + 2 града    | Панчево           |
| Сремски округ         | 6 + 1 град     | Сремска Митровица |
| 7                     | 39 + 8 градова |                   |
| --------------------- | -------------- | ----------------- |

## Демографија

### Етничке групе
Према попису из 2022. било је 1.740.230 становника. Срби, којих у Војводини има 1.190.785 (68,43%), већинско су становништво ове северне српске покрајине. По бројности затим следе: Мађари (182.321 или 10,48%), Роми (40.938 или 2,35%), Словаци (39.807 или 2,29%), Хрвати (32.684 или 1,88%), Румуни (19.595 или 1,13%), Црногорци (12.424 или 0,71%), Буњевци (10.949 или 0,63%), Русини (11.207 или 0,64%), Југословени (12.438 или 0,71%), Македонци (7.021 или 0,40%), као и остале мање етничке групе у које спадају: Руси (0,24%) Украјинци (0,18%), Муслимани (0,14%), Немци (0,11%), Албанци (0,11%), Словенци (0,06%), Бугари (0,06%) и други (укупно има више од 26 нација и националних или етничких група).
У већини општина и градова Војводине већинско становништво су Срби. Мађари чине већину становништва у пет општина на северу Војводине (Кањижа, Сента, Ада, Бачка Топола и Мали Иђош), Словаци чине већину становништва у општини Бачки Петровац, док су град Суботица и општине Бечеј, Чока, Бач и Ковачица етнички мешовите. У граду Суботици и у општинама Бечеј и Бач, појединачно најбројнија етничка група су Срби, у општини Чока Мађари, а у општини Ковачица Словаци (највећи број војвођанских Словака живи управо у овој општини). Други бројнији народи Војводине (Русини, Румуни, Црногорци, Буњевци, Хрвати, Чеси) чине већину становништва у појединим насељима, док Роми чине већину становништва у појединим градским четвртима и формалним приградским насељима.

### Религија
Према резултатима пописа становништва из 2011. године, од укупног броја становника Војводине већину (према верској припадности) чине хришћани: православци (70,25%), католици (17,43%) и протестанти (3,31%). Муслимани чине 0,74% становника покрајине.
Упоредни подаци о верској и етничкој припадности сведоче да у оквиру сваке етничке заједнице постоје специфичне религијске већине и мањине. Тако су Срби, Румуни, Црногорци, Роми и Македонци највећим делом православци, док су Мађари, Хрвати и Буњевци највећим делом католици. Украјинци су већим делом православци (57%), а мањим делом католици (36%), док су Русини већим делом католици (75%), а мањим делом православци (18%). Словаци су већим делом протестанти (82%), а мањим делом католици (6%). Бошњаци су највећим делом муслимани.
Међу војвођанским Русинима, Украјинцима и Румунима који припадају католичкој вероисповести, највећи део су гркокатолици.

### Службени језици
У Војводини је службено шест језика уз употребу њихових писама: српски (ћирилично писмо уз могућност употребе латиничног), мађарски (латиница), словачки (латиница), хрватски (латиница), румунски (латиница) и русински (ћирилица). Извршно Веће АПВ је оснивач и издавач новина на службеним језицима и то: дневне новине Дневник на српском језику и Magyar Szó (Мађарска реч) на мађарском језику, а недељници су Hrvatska riječ (Хрватска реч — хрватски), Hlas Ľudu (Глас народа — словачки), Libertatea (Слобода — румунски) и Руске слово (Русинска реч — русински).
Састав становништва према матерњем језику, према попису из 2011. године, био је: српски језик (76,91%), мађарски језик (12,48%), словачки језик (2,47%), ромски језик (1,42%), румунски језик (1,25%), хрватски језик (0,75%), и други.

### Већи градови
| Највећи градови у Војводини Извор: Попис становништва 2022. | Највећи градови у Војводини Извор: Попис становништва 2022. | Највећи градови у Војводини Извор: Попис становништва 2022. | Највећи градови у Војводини Извор: Попис становништва 2022. | Највећи градови у Војводини Извор: Попис становништва 2022. | Највећи градови у Војводини Извор: Попис становништва 2022. | Највећи градови у Војводини Извор: Попис становништва 2022. | Највећи градови у Војводини Извор: Попис становништва 2022. | Највећи градови у Војводини Извор: Попис становништва 2022. | Највећи градови у Војводини Извор: Попис становништва 2022. |
|                                                             | №                                                           | Град                                                        | Округ                                                       | Популација                                                  | №                                                           | Град                                                        | Округ                                                       | Популација                                                  |                                                             |
| ----------------------------------------------------------- | ----------------------------------------------------------- | ----------------------------------------------------------- | ----------------------------------------------------------- | ----------------------------------------------------------- | ----------------------------------------------------------- | ----------------------------------------------------------- | ----------------------------------------------------------- | ----------------------------------------------------------- | ----------------------------------------------------------- |
| Нови Сад Суботица                                           | 1.                                                          | Нови Сад                                                    | Јужнобачки                                                  | 260.438                                                     | 11.                                                         | Инђија                                                      | Сремски                                                     | 24.450                                                      | Панчево Зрењанин                                            |
| Нови Сад Суботица                                           | 2.                                                          | Суботица                                                    | Севернобачки                                                | 88.752                                                      | 12.                                                         | Врбас                                                       | Јужнобачки                                                  | 20.892                                                      | Панчево Зрењанин                                            |
| Нови Сад Суботица                                           | 3.                                                          | Панчево                                                     | Јужнобанатски                                               | 73.401                                                      | 13.                                                         | Бечеј                                                       | Јужнобачки                                                  | 19.492                                                      | Панчево Зрењанин                                            |
| Нови Сад Суботица                                           | 4.                                                          | Зрењанин                                                    | Средњобанатски                                              | 67.129                                                      | 14.                                                         | Стара Пазова                                                | Сремски                                                     | 18.522                                                      | Панчево Зрењанин                                            |
| Нови Сад Суботица                                           | 5.                                                          | Сомбор                                                      | Западнобачки                                                | 41.814                                                      | 15.                                                         | Футог                                                       | Јужнобачки                                                  | 18.011                                                      | Панчево Зрењанин                                            |
| Нови Сад Суботица                                           | 6.                                                          | Сремска Митровица                                           | Сремски                                                     | 36.764                                                      | 16.                                                         | Темерин                                                     | Јужнобачки                                                  | 17.998                                                      | Панчево Зрењанин                                            |
| Нови Сад Суботица                                           | 7.                                                          | Кикинда                                                     | Севернобанатски                                             | 32.084                                                      | 17.                                                         | Нова Пазова                                                 | Сремски                                                     | 16.115                                                      | Панчево Зрењанин                                            |
| Нови Сад Суботица                                           | 8.                                                          | Вршац                                                       | Јужнобанатски                                               | 31.946                                                      | 18.                                                         | Кула                                                        | Западнобачки                                                | 14.873                                                      | Панчево Зрењанин                                            |
| Нови Сад Суботица                                           | 9.                                                          | Рума                                                        | Сремски                                                     | 27.747                                                      | 19.                                                         | Апатин                                                      | Западнобачки                                                | 14.613                                                      | Панчево Зрењанин                                            |
| Нови Сад Суботица                                           | 10.                                                         | Бачка Паланка                                               | Јужнобачки                                                  | 25.476                                                      | 20.                                                         | Сента                                                       | Севернобанатски                                             | 14.452                                                      | Панчево Зрењанин                                            |

## Привреда
Привреда Војводине се у великој мери заснива на развијеној прехрамбеној индустрији и плодном пољопривредном земљишту. Пољопривреда је приоритетан сектор у Војводини. Традиционално је био значајан део локалне привреде и генератор позитивних резултата, захваљујући обиљу плодног пољопривредног земљишта које чини 84% њене територије. Учешће агробизниса у укупној индустријској производњи износи 40%, односно 30% у укупном извозу Војводине.
Метална индустрија Војводине има дугу традицију и састоји се од мањих металопрерађивачких предузећа за производњу компоненти и, у мањој мери, од произвођача оригиналне опреме са сопственим брендираним производима. Војвођански метални кластер окупља 116 предузећа са 6.300 запослених. Развијене су и друге гране индустрије као што су хемијска индустрија, електроиндустрија, нафтна индустрија и грађевинска индустрија. Сектор информационо-комуникационих технологија (ИКТ) је у протеклој деценији брзо растао и заузео значајну улогу у економском развоју Војводине.
Сектор високе технологије се изузетно брзо развија у Војводини. Развој софтвера представља главни извор прихода, посебно развој ЕРП решења, Џава апликација и мобилних апликација. Предузећа из ИТ сектора се углавном баве инжењерингом софтвера, на основу захтева међународних клијената или развојем сопствених софтверских производа за потребе домаћег и међународног тржишта. Војводина посебну пажњу посвећује међурегионалној и прекограничној економској сарадњи, као и спровођењу приоритета дефинисаних у оквиру Стратегије ЕУ за Дунавски регион.
Своје инвестиционе потенцијале Војводина промовише кроз Развојну агенцију Војводине (РАВ), коју је основала Скупштина Аутономне Покрајине Војводине. Неке од најзначајнијих предузећа из Војводине су: Нафтна индустрија Србије, Србијагас, ХИП-Петрохемија, Апатинска пивара и Новосадски сајам.

### Туризам
Туристичке дестинације у Војводини чине познати православни манастири на Фрушкој гори, бројна ловишта, културно-историјски споменици, различити фолклори, галерије и музеји, равничарски предели са пуно зеленила, велике реке, канали и језера, као и Делиблатска пешчара („Европска Сахара”). У Војводини се такође одржава један од најпосећенијих музичких фестивала у Европи, Exit.
Као туристичка дестинација, Војводина је позната по лову и риболову, бројним фестивалима хране, етно-фестивалима, музичким фестивалима, као и богатим архитектонским и културним наслеђем, које укључује бројне православне манастире, дворце, тврђаве, као и остатке античке римске цивилизације од којих су најзначајнији остаци римског Сирмијума.
Остале познате туристичке дестинације у Војводини чине Национални парк Фрушка гора, Вршачке планине, Специјални резерват природе Засавица, Петроварадинска тврђава, Крчединска ада, Загајичка брда, Врдничка бања и Белоцркванска језера.

## Саобраћај
Кроз Војводину пролазе важне саобраћајнице, пре свега ауто-пут који иде од средње Европе и Хоргоша на граници према Мађарској, па преко Новог Сада до Београда, и даље на југоисток ка Нишу где се рачва у два правца: један правац води на исток ка граници са Бугарском; други на југ, према Скопљу и Солуну. Трећи крак ауто-пута се у Срему одваја на запад, према суседној Хрватској и даље ка западној Европи. Око ауто-пута је развијена и мрежа локалних путева и железничких праваца.
На југу Војводине почиње моравско-вардарска долина, најважнија комуникација између севера и југа Балканског полуострва, која се управо код Београда укршта са дунавским правцем Исток—Запад, чинећи геостратешки чвор. То чини географскостратешки положај ове покрајине повољним и значајним за Србију.
Тренутно је у изградњи Фрушкогорски коридор, док пројектована брза саобраћајница названа „Осмех Војводине” дуга више од 164 километра повезује исток и запад Војводине.

## Образовање
Образовање у Војводини има дугу традицију. Образовни систем Србије данас је веома развијен и обухвата предшколско, основно, средње и високошколско образовање. Настава се, на свим нивоима образовања у Србији, одвија на српском језику, а може се изводити, под одређеним условима, и на језику националних мањина. Та законска могућност се нарочито често користи у Војводини због изражене мултиетничке структуре становништва. За све ученике који се не школују на свом матерњем језику омогућено је и неговање матерњег језика са елементима националне културе.
Након основног образовања, младима у Војводини су на располагању гимназије, стручне школе, мешовите школе, средње уметничке школе и средње школе за образовање ученика са сметњама у развоју и инвалидитетом. У оквиру редовног средњег образовања, настава се одржава на српском, мађарском, словачком, румунском, русинском и хрватском језику.
Војводина је препознатљива по својим високошколским установама, које привлаче студенте из читаве Србије и српске дијаспоре, нарочито Републике Српске. У више градова Војводине функционишу бројни државни и приватни факултети, на којима су студентима у понуди основне, мастер и докторске академске студије.

## Култура
У традиционалном културном и научном упоришту српског народа у Војводини најстарије установе су: Матица српска (основана 1826) и Српско народно позориште, (основано 1861), у коме се представе изводе и на језицима националних мањина. У Новом Саду се налази и огранак Српске академије наука и уметности, Војвођанска академија наука и уметности, као и два научна института.
У Војводини такође раде и Музеј Војводине, Архив Војводине, Музеј савремене уметности Војводине, Културни центар Војводине Милош Црњански, Позоришни музеј Војводине. Прво фотографско удружење основано је 1901. године: Фото, кино и видео савез Војводине, и једно је од најактивнијих удружења бивше Социјалистичке Федеративне Републике Југославије.

## Спорт
Организацију спортских манифестација спроводи Спортски савез Војводине, који је део Спортског савеза Србије, уз помоћ Покрајинског секретаријата за спорт и омладину у склопу Покрајинске владе Војводине. Најзначајнији спортски простори у Војводини налазе се у њеном административном центру Новом Саду, а највише се издвајају стадион Карађорђе и Спенс, као и ТСЦ арена у Бачкој Тополи.
Захваљујући резултатима спортиста из Војводине, основан је државни Факултет спорта и физичког васпитања Универзитета у Новом Саду и приватни Факултет за спорт и психологију Универзитета Едуконс. Спортисти пореклом из Војводине остварили су бројне успехе за своју земљу, али и друге државе које су представљали на спортским такмичењима. Неке од значајнијих спортиста из Војводине представљају кошаркаш Никола Јокић, атлетичарка Ивана Шпановић, рвач Давор Штефанек, фудбалер Влада Аврамов, рвач Виктор Немеш, кошаркаш Михаило Васић, атлетичар Михаил Дудаш и други.
Фудбалски савез Војводине је територијални савез у оквиру Фудбалског савеза Србије са седиштем у Новом Саду. У Војводини се налази и један од најбољих клубова из бивше Југославије — ФК Војводина. Једну од четири Српске лиге у фудбалу чини и Српска лига Војводина.

## Галерија
- Плажа на Дунаву у Новом Саду
- Национални парк Фрушка гора
- Ергела Карађорђево
- Специјални резерват природе Засавица
- Српско народно позориште
- Народни музеј Панчево
- Богословија у Сремским Карловцима
- Градска кућа Апатин
- Манастир Раваница у Врднику
- Петроварадинска тврђава
- Мост преко реке Златице код Црне Баре
- Делиблатска пешчара